# Irene Schloss
Irene Ruth Schloss es una investigadora antártica, conocida por su trabajo en biología de plancton. Trabaja como investigadora en el Instituto Antártico Argentino y como investigadora del CONICET, así como profesora asociada en la Universidad de Quebec.

## Biografía

### Comienzos
Nació en Buenos Aires, donde se graduó como licenciada en Biología por la Universidad de Buenos Aires. En 1989 obtuvo una beca de seis meses en el Instituto Alfred Wegener de Bremerhaven (Alemania) participando en el proyecto internacional europeo Polarstern Estudio (EPOS).
Empezó un doctorado en 1992 en oceanografía biológica con una beca del CONICET, estudiando la dinámica del fitoplancton en la Antártida costera. Recibió su título por la Universidad de Buenos Aires en 1997. Entre 2005 y 2007 fue miembro posdoctoral en ISMER, donde estudió la dinámica de fitoplancton y acople físico – biológico en el Mar de Beaufort (Ártico canadiense).

### Trayectoria científica
Es investigadora del CONICET en el Instituto Antártico Argentino (IAA). Ha sido profesora asociada en UQAR desde 2009, y fue asistente de investigaciones desde 2008. Sus investigaciones se enfocaron en el impacto de la radiación UVB en comunidades de plancton, la función del fitoplancton en los flujos de CO2 entre océano y atmósfera y los efectos del cambio global en el plancton costero. Ha participado en nueve expediciones a la Antártida (con base en barcos y bases argentinas) pasando alrededor de 17 meses en el sexto continente.
Sus trabajos han analizado el equilibrio entre calentamiento, fusión de glaciares en agua y turbulencias inducidas en las aguas costeras. Su investigación en la función de los grupos de plancton en la dinámica del CO2 desveló que las diatomeas son colaboradores claves en la entrada del CO2 atmosférico en las aguas de superficie, proporcionando un enlace directo entre biodiversidad y procesos climáticos pertinentes. Además, su trabajo demostró relaciones entre los fenómenos atmosféricos de gran escala (p. ej. Modo Anular del sur y El Niño-Oscilación del Sur) y la dinámica del fitoplancton local.
Ha desempeñado un papel importante en el desarrollo de colaboraciones internacionales en investigaciones antárticasy en trabajos en ciencia polar en países diferentes, como Argentina, Canadá, y Alemania, cooperando con investigadores de EE. UU., España, Bélgica, Brasil, Polonia, y Reino Unido. Participó en el desarrollo del Portal Ambiental Antártico. Está particularmente implicada en la promoción de la ciencia antártica. y participó en el ESCÁNER de Horizonte de SCAR en 2014.